# South American Championship
Die South American Championship ist ein südamerikanischer Hockeywettbewerb für Damen- und Herrennationalmannschaften. Ausrichter ist die Pan American Hockey Federation PAHF. Die Südamerikameisterschaft wird seit 2003 ausgespielt. Sowohl bei den Damen wie auch bei den Herren ist Argentinien alleiniger Sieger, während Chile jeweils das Finale verlor. Bei den Damen stand zusätzlich stets Uruguay mit auf dem Siegerpodest.

## Herren

### Endergebnisse
| Jahr | Ort               | Sieger      | Zweiter | Dritter   | Vierter   | Fünfter   | Sechster  |
| ---- | ----------------- | ----------- | ------- | --------- | --------- | --------- | --------- |
| 2013 | Santiago de Chile | Argentinien | Chile   | Brasilien | Peru      | Uruguay   | Paraguay  |
| 2010 | Rio de Janeiro    | Argentinien | Chile   | Uruguay   | Brasilien | Venezuela | Paraguay  |
| 2008 | Montevideo        | Argentinien | Chile   | Uruguay   | Brasilien | Peru      | Venezuela |
| 2006 | Buenos Aires      | Argentinien | Chile   | Peru      | Uruguay   | Brasilien |           |
| 2003 | Santiago de Chile | Argentinien | Chile   | Peru      | Uruguay   | Brasilien | Paraguay  |

### Medaillenspiegel
| Platz | Verband     | Gesamt | Siege | Zweiter | Dritter | Vierter | Fünfter | Sechster |
| ----- | ----------- | ------ | ----- | ------- | ------- | ------- | ------- | -------- |
| 1     | Argentinien | 5      | 5     | -       | -       | -       | -       | -        |
| 2     | Chile       | 5      | -     | 5       | -       | -       | -       | -        |
| 3     | Uruguay     | 5      | -     | -       | 2       | 2       | 1       | -        |
| 4     | Peru        | 4      | -     | -       | 2       | 1       | 1       | -        |
| 5     | Brasilien   | 5      | -     | -       | 1       | 2       | 2       | -        |
| 6     | Venezuela   | 2      | -     | -       | -       | -       | 1       | 1        |
| 7     | Paraguay    | 3      | -     | -       | -       | -       | 0       | 3        |

## Damen

### Endergebnisse
| Jahr | Ort               | Sieger      | Zweiter | Dritter | Vierter   | Fünfter   | Sechster  |
| ---- | ----------------- | ----------- | ------- | ------- | --------- | --------- | --------- |
| 2013 | Santiago de Chile | Argentinien | Chile   | Uruguay | Brasilien | Paraguay  | Peru      |
| 2010 | Rio de Janeiro    | Argentinien | Chile   | Uruguay | Brasilien | Paraguay  | Venezuela |
| 2008 | Montevideo        | Argentinien | Chile   | Uruguay | Brasilien | Venezuela | Paraguay  |
| 2006 | Buenos Aires      | Argentinien | Chile   | Uruguay | Brasilien |           |           |
| 2003 | Santiago de Chile | Argentinien | Chile   | Uruguay | Paraguay  | Peru      |           |

### Medaillenspiegel
| Platz | Verband     | Gesamt | Siege | Zweiter | Dritter | Vierter | Fünfter | Sechster |
| ----- | ----------- | ------ | ----- | ------- | ------- | ------- | ------- | -------- |
| 1     | Argentinien | 5      | 5     | -       | -       | -       | -       | -        |
| 2     | Chile       | 5      | -     | 5       | -       | -       | -       | -        |
| 3     | Uruguay     | 5      | -     | -       | 5       | -       | -       | -        |
| 4     | Brasilien   | 4      | -     | -       | -       | 4       | -       | -        |
| 5     | Paraguay    | 4      | -     | -       | -       | 1       | 2       | 1        |
| 6     | Venezuela   | 2      | -     | -       | -       | -       | 1       | 1        |
| 6     | Peru        | 2      | -     | -       | -       | -       | 1       | 1        |